# 米羅斯拉夫 (南摩拉維亞州)

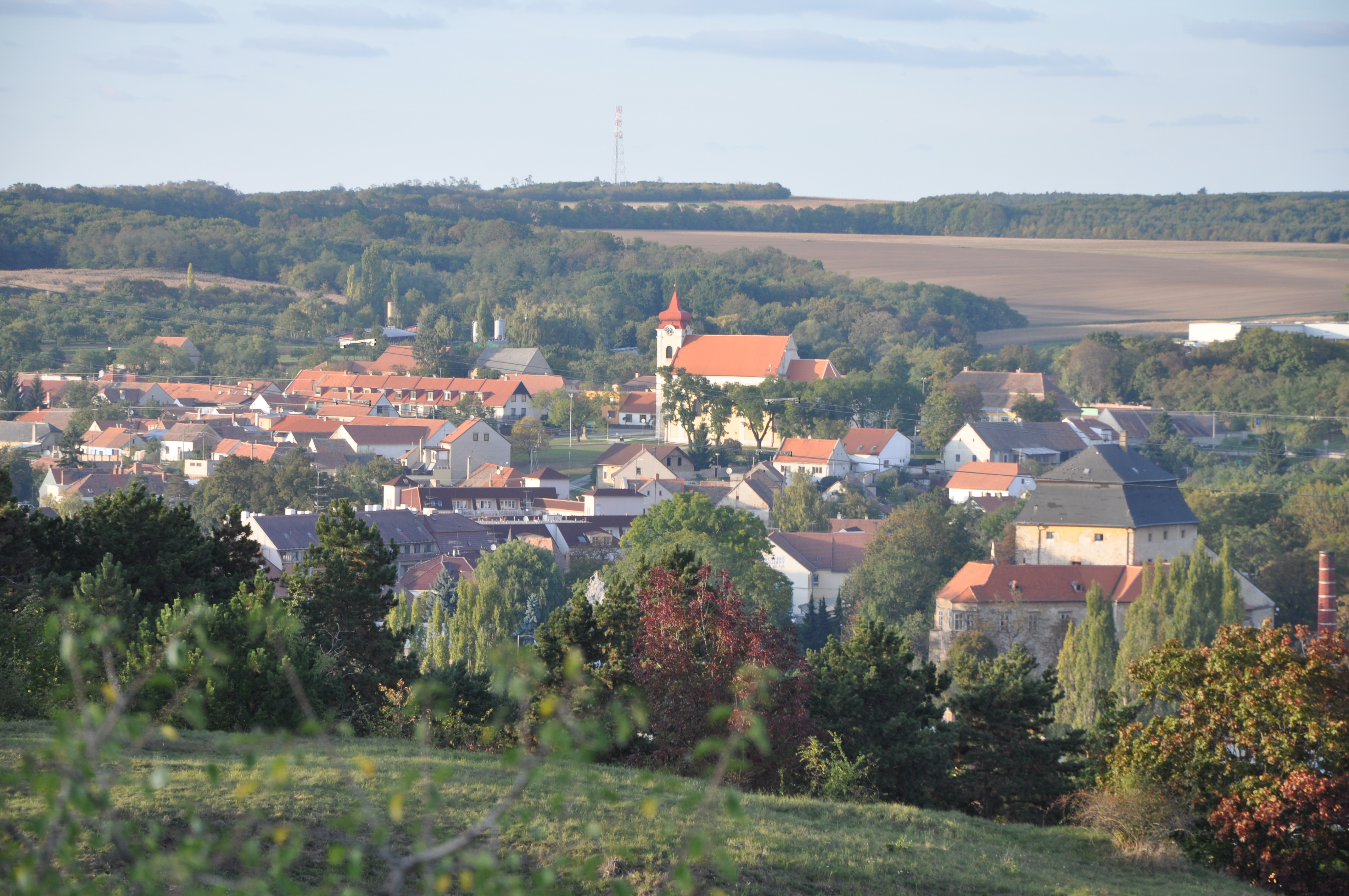

米羅斯拉夫是捷克的城鎮，位於該國東南部，距離茲諾伊莫22公里，由南波希米亞州負責管轄，面積26.60平方公里，海拔高度260米，2012年人口2,909。

## 外部連結
- Municipal website